# Johanna Eck
Johanna Eck (* 4. Januar 1888 in Berlin als Johanna Opitz; † 27. September 1979 ebenda) war eine deutsche Gerechte unter den Völkern. Sie versteckte in der Zeit des Nationalsozialismus von 1943 an vier Menschen, die als Juden oder als politisch Andersdenkende vom NS-Staat verfolgt wurden.

## Leben
Über Johanna Eck sind nur wenige biografische Angaben zu finden. Bekannt ist, dass sie als Witwe eines Soldaten aus dem Ersten Weltkrieg in Berlin lebte. Über ihren Mann war sie mit einem Jakob Guttmann bekannt, der als Jude im Jahr 1943 deportiert wurde. Dessen Sohn Heinz bot sie ab Ende Februar 1943 zunächst Unterschlupf in ihrer Wohnung, besorgte ihm später eine andere Bleibe und versorgte ihn weiterhin mit Lebensmittelkarten. Weiter versteckte Johanna Eck die als Jüdin verfolgte Elfriede Guttmann, die sie mit neuen Papieren versorgen konnte, sowie den Journalisten Wilhelm Duesberg und die Komponistin Helen Tobias-Duesberg, die als politisch Verfolgte bei ihr Zuflucht fanden.

## Zitat
„Die Motive für meine Hilfe? Nichts Besonderes. Grundsätzlich denke ich so: Ist mein Mitmensch in einer Notlage und ich kann ihm beistehen, so ist das eben meine Pflicht und Schuldigkeit. Unterlasse ich diese Hilfe, so erfülle ich eben nicht die Aufgabe, die das Leben – oder vielleicht Gott? – von mir fordert. Die Menschen, so will es mir scheinen, bilden eine große Einheit, und wo sie einander unrecht tun, schlagen sie sich selbst und allen ins Gesicht. Dies sind meine Motive.“

## Ehrungen

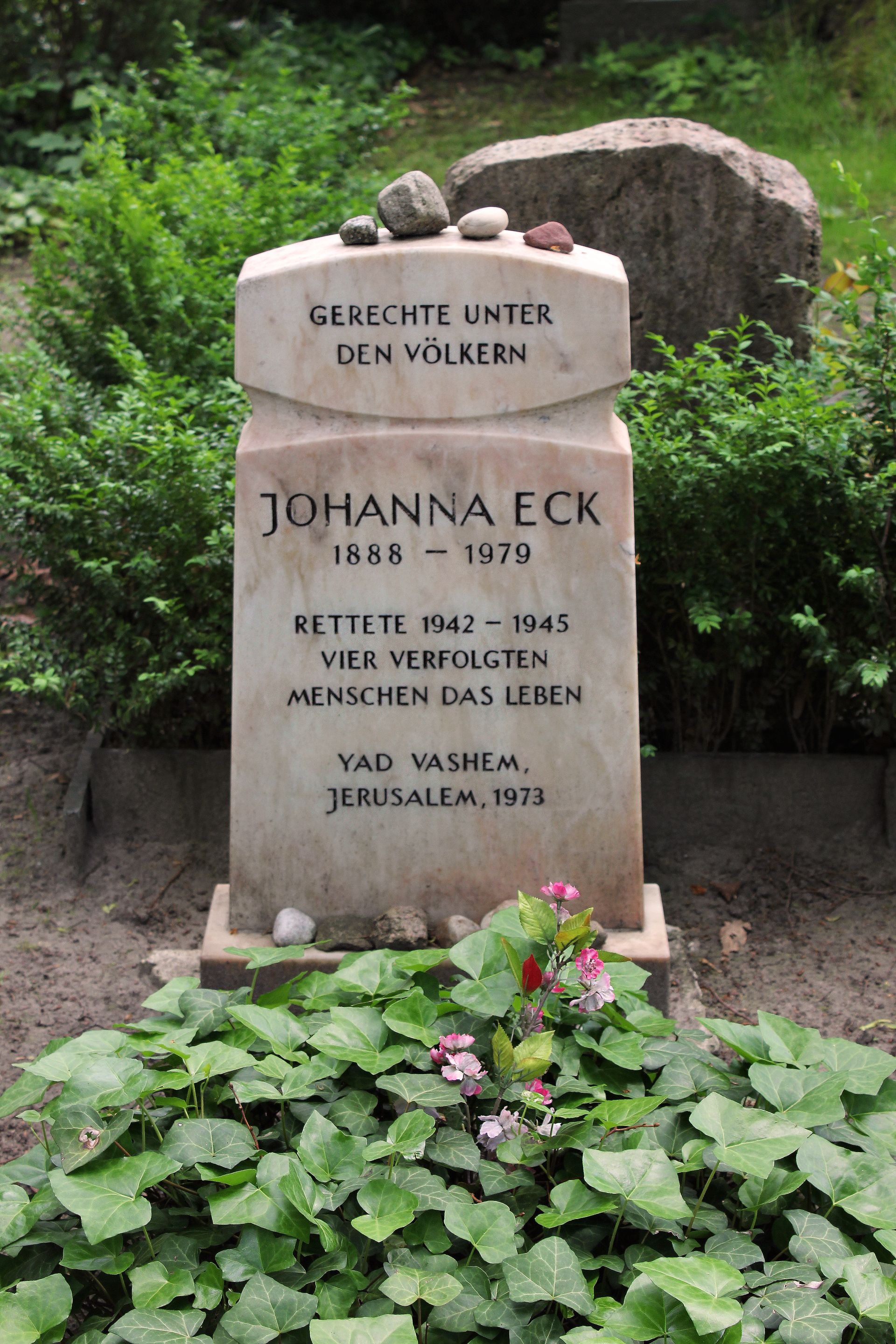
Grabstätte von Johanna Eck

Am 11. Dezember 1973 wurde Johanna Eck von der Gedenkstätte Yad Vashem als Gerechte unter den Völkern anerkannt.
Johanna Eck hat ein Ehrengrab auf dem Sankt-Matthias-Friedhof in Berlin-Tempelhof. 
Die Integrierte Sekundarschule, in der Ringstraße 103–106 in Berlin-Tempelhof (ehemals Dag-Hammarskjöld-Realschule und in 2010 fusioniert mit der Werner-Stephan-Oberschule (eine Hauptschule)), trägt seit dem Schuljahr 2014/15 den Namen Johanna-Eck-Schule.